# Rhynchetria damasales
Rhynchetria damasales is een vlinder uit de familie van de grasmotten (Crambidae) .De wetenschappelijke naam van deze soort is voor het eerst voorgesteld door Willem Jacques Adriaan Klunder van Gijen in een publicatie ui 1913. De spanwijdte van het mannetje bedraagt 25 millimeter.
Deze soort komt voor in Indonesië (Java).